# Регулювання терапевтичних препаратів

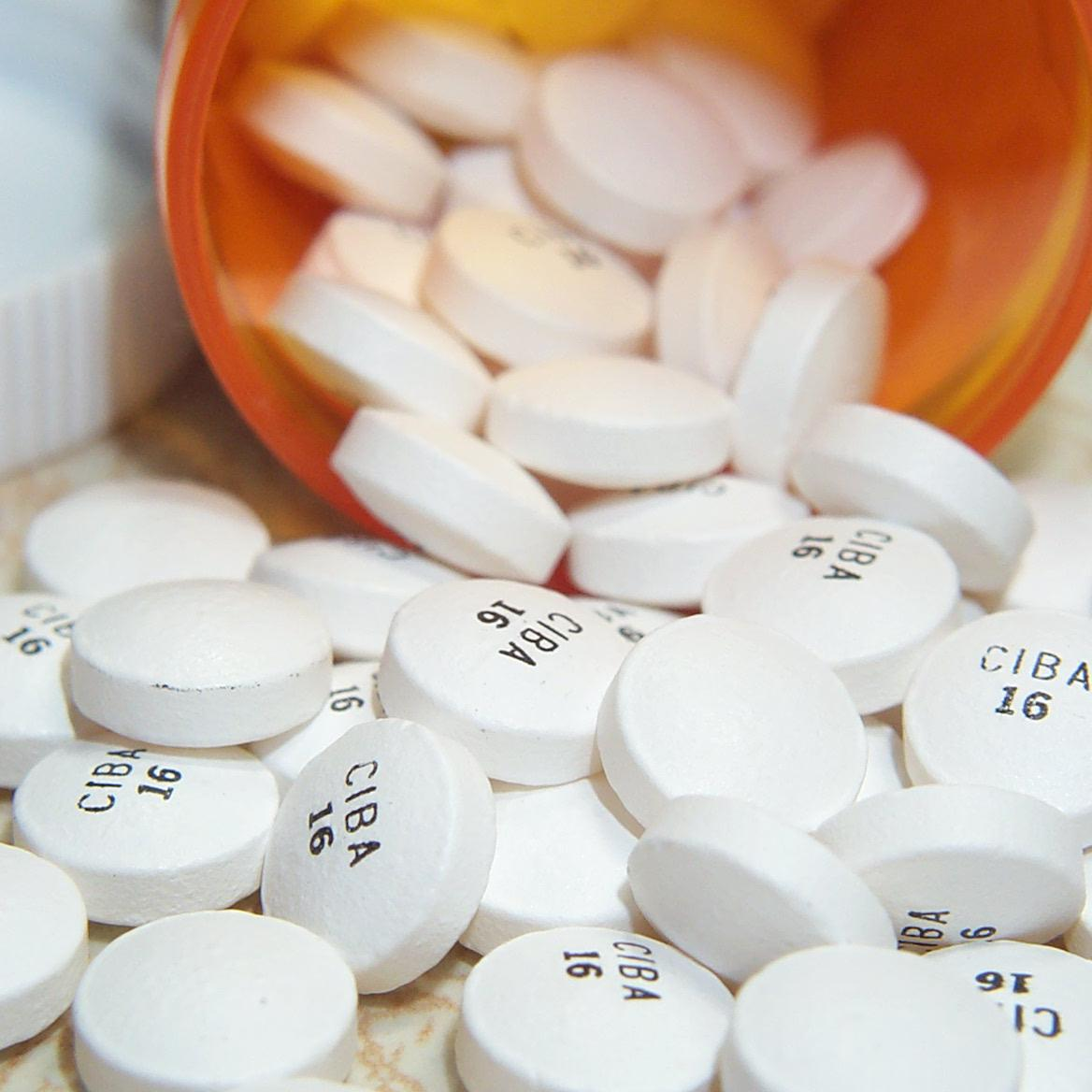
Метилфенідат у формі таблеток риталіну

Регулювання терапевтичних товарів, визначених як ліки та терапевтичні пристрої, залежить від юрисдикції. У деяких країнах, наприклад у США, вони регулюються на національному рівні одним агентством. В інших юрисдикціях вони регулюються на рівні штату або на рівні штату та на національному рівні різними органами, як в Австралії.
Роль регулювання терапевтичних товарів покликана головним чином захистити здоров'я та безпеку населення. Регламент спрямований на забезпечення безпеки, якості та ефективності терапевтичних товарів, на які поширюється сфера дії регламенту. У більшості юрисдикцій терапевтичні товари повинні бути зареєстровані, перш ніж їх буде дозволено продавати. Зазвичай існує певний ступінь обмеження щодо доступності певних терапевтичних товарів залежно від їх ризику для споживачів.

## Історія
Сучасне регулювання наркотиків має історичне коріння у відповідь на поширення універсальних протиотрут, які з'явилися після смерті Мітрідата. Мітрідат зібрав разом лікарів, вчених і шаманів, щоб приготувати зілля, яке зробило б його несприйнятливим до отрут. Після його смерті римляни почали розвивати рецепт Мітрідатового зілля (Мітрідатій). Мітрідатій увійшов у західне суспільство різними шляхами. Перший був через Книгу п'явок Балда (Medicinale Anglicum), написану десь між 900 і 950 роками, яка містила формулу для різних засобів, у тому числі для теріаку (універсальної протиотрути). Крім того, теріак став комерційним товаром, яким торгували по всій Європі на основі праць грецьких і римських лікарів.
Розповсюдження різноманітних рецептів, що виникло внаслідок цього, треба було обмежити, щоб переконатися, що люди не розповсюджують підроблені протиотрути, що призвело до залучення уряду та регулювання. Крім того, створення цих сумішей набуло ритуальної форми і часто створювалося публічно, а процес спостерігали та записували. Вважалося, що якщо вигадка виявилася невдалою, це пов'язано з процесом їх виготовлення аптекарями, і їх могли притягнути до відповідальності через публічний характер витвору.
У дев'ятому столітті в багатьох мусульманських країнах створили офіс хісба, який, окрім регулювання дотримання ісламських принципів і цінностей, взяв на себе роль регулювання інших аспектів соціального та економічного життя, включно з регулюванням ліків. Інспекторів призначили для здійснення нагляду за тими, хто брав участь у процесі створення ліків, і їм надали багато свободи для забезпечення дотримання вимог, а покарання були суворими. Перший офіційний «акт», Закон про аптечні вироби, ліки та товари, прийняв у 1540 році король Англії Генріх VIII і заклав основу для інших. Цим актом він спонукав лікарів у своїй колегії лікарів (заснованій ним у 1518 році) призначити чотирьох осіб, присвячених постійному контролюванню того, що продається в аптеках. У зв'язку з цим першим законодавчим актом відбулася поява стандартних формул для створення певних «ліків» і «протиотрут» через фармакопеї, які вперше з'явилися у вигляді указу Фрідріха II Сицилійського в 1240 році про використання послідовних і стандартних формул. Першими сучасними фармакопеями були Флорентійська Фармакопея, опублікована в 1498 році, Іспанська Фармакопея, опублікована в 1581 році, і Лондонська Фармакопея, опублікована в 1618 році

### США
У Сполучених Штатах регулювання наркотиків спочатку було правом штату, на відміну від федерального права. Але зі збільшенням шахрайства через приватні стимули максимізувати прибуток і погане виконання законів штату зросла потреба в посиленні федерального регулювання. У 1906 році президент Рузвельт підписав Федеральний закон про харчові продукти та ліки (FFDA), який встановив суворіші національні стандарти щодо виробництва та продажу ліків, а також заснував федеральний уряд як регулюючий орган у сфері фармацевтичної промисловості США. Рішення Верховного суду 1911 року у справі Сполучені Штати проти Джонсона встановило, що оманливі заяви не підпадають під дію FFDA. Це безпосередньо призвело до того, що Конгрес ухвалив поправку Шерлі, яка встановила більш чітке визначення «вимог щодо маркетингу ліків».
Іншими каталізаторами прогресу в регулюванні ліків у США були певні катастрофи, які послужили закликом до уряду США втрутитися та запровадити правила, які б запобігли повторенню таких випадків. Один із таких випадків стався в 1937 році, коли більше сотні людей померли від використання сульфаніламідного еліксиру, який не пройшов жодних випробувань на безпеку. Це безпосередньо призвело до прийняття Федерального закону про продукти харчування, ліки та косметику в 1938 році. Ще одна велика катастрофа сталася наприкінці 1950-х років, коли талідомід, який спочатку продавався в Німеччині (був представлений на практично нерегульованому ринку), а згодом продавався по всьому світу, призвів до того, що приблизно 100 000 дітей народилися з різними вадами. У 1962 році Конгрес Сполучених Штатів прийняв Закон про поправки до ліків 1962 року. Закон про внесення змін до ліків вимагав від FDA гарантувати, що нові ліки, які виводяться на ринок, пройшли певні тести та стандарти.

### Європейський економічний союз
Європейська економічна комісія також прийняла директиву в 1965 році, щоб запровадити більші стандарти ефективності перед продажем ліків. Законодавство про ліки як в ЄС, так і в США прийняли з метою забезпечення безпеки та ефективності ліків. Слід зазначити, що посилення правил і стандартів для тестування фактично призвело до більших інновацій у фармацевтичних дослідженнях у 1960-х роках, незважаючи на більші доклінічні та клінічні стандарти. У 1989 році на Міжнародній конференції органів з регулювання лікарських засобів, організованій ВООЗ, офіційні особи з усього світу обговорювали необхідність спрощених процесів глобального схвалення ліків.